# Sadegh Moharrami
Sadegh Moharrami (perzijski: صادق محرمی; Bandar-e Anzali, 1. ožujka 1996.) iranski je nogometaš koji igra na poziciji desnog beka. Trenutačno igra za iranski klub Tractor.

## Klupska karijera

### Malvan
Sadegh Moharrami prošao je nogometnu školu Malavana, gdje ga je u prvu momčad promovirao hrvatski trener Dragan Skočić. Za Malvan je debitirao 11. travnja 2014. godine protiv Fadžr Sepasi Širaza.

### Persepolis
Dana 24. lipnja 2016. godine potpisao je dvogodišnji ugovor s Persepolisom. Za Persepolis je debitirao 21. rujna 2016. godine protiv Sepahan Isfahana. S Persepolisom kojeg je vodio Branko Ivanković, osvojio je dva prvenstva Irana.

### Dinamo Zagreb
Dana 27. lipnja 2018. godine potpisao je petogodišnji ugovor s Dinamo Zagrebom. Za Dinamo je debitirao 27. srpnja 2018. godine protiv Rudeša. Prvi gol u svojoj igračkoj karijeri postigao je 21. svibnja 2023. kada je u HNL-u Rijeka izgubila 1:2 od Dinama.

### Dinamo Zagreb II
Za Dinamovu drugu momčad igrao je samo jedanput i to protiv Varaždina 14. travnja 2019.

### Lokomotiva Zagreb (posudba)
Dinamo je Moharramija 2. rujna 2019. godine poslao na posudbu u Lokomotivu do kraja polusezone. Za Lokomotivu je debitirao 14. rujna 2019. godine protiv Gorice.

### Tractor
Potpisao je ugovor s iranskim Tractorom 13. srpnja 2025.

## Reprezentativna karijera
Moharrami je bio dio momčadi iranske nogometne reprezentacije do 17 godina na AFC Prvenstvu do 16 godina – Iran 2012. i Svjetskom prvenstvu do 17 godina – UAE 2013. Ali Doustimehr ga je povezao na pripreme iranske nogometne reprezentacije do 20 godina za AFC Prvenstvu do 19 godina – Burma 2014. Za A selekciju iranske nogometne reprezentacije debitirao je protiv Uzbekistana 11. rujna 2018 godine.

## Priznanja

### Klupska
Persepolis
- Iranska Pro Liga (2): 2016./17., 2017./18.
- Iranski superkup (1): 2017.

Dinamo Zagreb
- 1. HNL/HNL (6): 2018./19., 2019./20., 2020./21., 2021./22., 2022./23., 2023./24.
- Hrvatski nogometni kup (2): 2020./21., 2023./24.
- Hrvatski superkup (3): 2019., 2022., 2023.

### Individualna
- Član momčadi godine Iranske Pro Lige (1): 2017./18.

## Vanjske poveznice
- Sadegh Moharrami  Arhivirana inačica izvorne stranice od 29. rujna 2017. (Wayback Machine), Iranska Pro Liga
- Sadegh Moharrami, Transfermarkt